# گائتان میسی مزو
گائتان میسی مزو (انگلیسی: Gaëtan Missi Mezu؛ زادهٔ ۴ مهٔ ۱۹۹۶) بازیکن فوتبال اهل فرانسه است.
از باشگاه‌هایی که در آن بازی کرده‌است می‌توان به باشگاه فوتبال پاریس اشاره کرد.
وی همچنین در تیم ملی فوتبال گابن بازی کرده‌است.